# Reilly Rocks
Die Reilly Rocks sind eine Felsengruppe im westantarktischen Marie-Byrd-Land. Im nordwestlichen Abschnitt der Kohler Range ragen sie 8 km nordnordwestlich des Detling Peak auf.
Das Advisory Committee on Antarctic Names benannte die Felsen 1976 nach Gerald E. Reilly Jr. von der United States Coast Guard, Maschinist auf dem Eisbrecher USS Glacier, der am 22. Januar 1976 bei einem Unfall an Bord des Schiffs im Rossmeer auf dem Weg von der McMurdo-Station zur Antarktischen Halbinsel ums Leben gekommen war.